# پنامسیلین
پنامسیلین(به انگلیسی: Penamecillin)، یک استوکسی‌متیل استر از بنزیل‌پنیسیلین و یک  پیش دارو است که به وسیله استرازها به بنزیل پنیسیلین تبدیل می‌شود.